# Jánosgyarmat
Jánosgyarmat (1890-ig Janó-Lehota, szlovákul: Janova Lehota, németül: Drexlerhaj) község Szlovákiában, a Besztercebányai kerületben, a Garamszentkereszti járásban.

## Fekvése
Garamszentkereszttől 10 km-re, északnyugatra fekszik.

## Története
A falu a német betelepítések következtében jött létre a 14.–15. század fordulóján. Írott forrásban 1487-ben említik először „Drexlerhau" néven. 1570-ben „Noua Lehotta" néven szerepel. Az esztergomi érsekséghez tartozott, majd 1776-tól a besztercebányai püspökség faluja lett. 1601-ben plébánia, iskola és 91 ház állt a településen. 1715-ben malma, kocsmája és 51 háza volt. 1828-ban 142 házában 961 lakos élt. Lakói kőművesek, ácsok, bányászok voltak, ezen kívül főként mezőgazdasággal foglalkoztak.
Vályi András szerint: „János Lehota. Elegyes falu Bars Várm. földes Ura a’ Besztecze Bányai Püspökség, lakosai katolikusok, fekszik a’ Sz. Kereszti Uradalomban, legelője van elég, makk termő erdeje is, fája tűzre, és épűletre, gyűmöltsös, és káposztás kertyei,’s réttyei termékenyek, malma helyben."
Fényes Elek geográfiai szótárában: „Lehota (Janó), Drexelhey, német f., Bars vgyében, Körmöczhöz 1 mfld. 961 kath. lak. Kath. paroch. templom. Gyümölcsös kertjei szépek, erdeje tágas, de földjei soványak. F. u. a beszterczei püspök." Archiválva 2007. szeptember 27-i dátummal a Wayback Machine-ben
Bars vármegye monográfiája szerint: „Jánosgyarmat, a körmöczbányai hegyek között fekvő német kisközség, 1856 róm. kath. vallású lakossal. A XIV. században telepített német község, melyet akkori hospesének neve után Drechslerhai-nak neveztek. Később azután már Janó-Lehota tót nevével is találkozunk. Az esztergomi érsekségé volt és a szentkereszti uradalomhoz tartozott. Később a beszterczebányai püspökök lettek a birtokosai. Érdekes katholikus temploma a XV. században épült. 1487-ben már mindenesetre fennállott. A XVI. században Révay püspök restauráltatta a templomot. Lakosai a reformáczió idejében az ág. ev. vallásra tértek át. Az ellenreformáczió alatt, jó ideig, azzal vezették félre a katholikusokat, hogy lelkészeik látszólag a katholikus szertartások és formák betartásával végezték az isteni tiszteletet, mígnem azután lelkészeikkel együtt mégis kénytelenek voltak katholizálni. E községben született Barsi József (azelőtt Hammel) történetíró és statisztikus, a Magy. Tud. Akadémia tagja, kinek atyja itt kántortanító volt. 1804-ben az egész község leégett és a templom is megrongálódott, 1873-ban pedig a kolera látogatta meg a községet és megtizedelte lakosait. A községnek postája van, távirója és vasúti állomása pedig Garamszentkereszt. Ide tartozik Stale és Imre fürésztelep is."
A trianoni diktátumig Bars vármegye Garamszentkereszti járásához tartozott.
Hazatèrő német és magyar lakosainak egy részét 1945. június 29-én cseh katonák mészároljàk le a csehországi Přerov mellett. Névsor és életkor a Pozsonyligetfalui Emléktábla Társaság közösségi oldalán található. A mészárlás jánosgyarmati, ismert magyar áldozatai név szerint: Gaál Ágnes és Anna lánya két gyermekével, Gaál Filoména és Emma lánya, Láng János és Anna. 

## Népessége
| Év:            | 1994. | 2004.   | 2014.   | 2024.   |
| -------------- | ----- | ------- | ------- | ------- |
| Emberek száma: | 826   | 863     | 927     | 917     |
| Eltérés:       |       | +4,47 % | +7,41 % | -1,07 % |

| Év:            | 2023. | 2024.   |
| -------------- | ----- | ------- |
| Emberek száma: | 905   | 917     |
| Eltérés:       |       | +1,32 % |

1910-ben 2290-en, túlnyomórészt német anyanyelvűek lakták.
2001-ben 850 lakosából 797 szlovák volt.
2011-ben 924 lakosából 860 szlovák volt.
2021-ben 939 lakosából 875 (+2) szlovák, 4 cigány, 5 (+3) ruszin, 18 egyéb és 37 ismeretlen nemzetiségű volt.

## Neves személyek
- Itt született 1810-ben Barsi József publicista, statisztikai és filozófiai író, a MTA levelező tagja (1870).
- Itt szolgált Lányi József (1868-1931) pap, fölszentelt püspök, egyházi író.
- Itt szolgált Zsilinszky Kázmér (1910-1985) bencés tanár, plébános.

## Nevezetességei
- Jézus Szíve tiszteletére szentelt, neogótikus, római katolikus temploma a korábbi gótikus szentélyhez épült.
- A falu felső szélén áll az 1867-ben épített, a Szeplőtelen Szűzanya tiszteletére szentelt kápolna.
- Itt született 1810. február 23-án Barsi József publicista, statisztikai és filozófiai író, az MTA levelező tagja.

## Külső hivatkozások
- Községinfó
- Jánosgyarmat Szlovákia térképén
- Tourist-channel.sk
- Az általános iskola honlapja Archiválva 2007. április 27-i dátummal a Wayback Machine-ben
- E-obce.sk Archiválva 2013. január 13-i dátummal az Archive.is-en